# 36 Armia Ogólnowojskowa
36 Armia Ogólnowojskowa (ros. 36-я общевойсковая армия) – związek operacyjny wojsk lądowych Sił Zbrojnych Federacji Rosyjskiej, stacjonujący we Wschodnim Okręgu Wojskowym.
Dowództwo i sztab stacjonuje w mieście Ułan Ude.
Armia została sformowana w 1997 na bazie 55 Korpusu Armijnego.
25 lutego 2022 roku 36 Armia uderzyła z terenu Białorusi w kierunku na Kijów (kierunek wschodni).

## Struktura organizacyjna
W momencie ataku na Ukrainę:
- dowództwo armii
- 5 Gwardyjska Tacyńska Brygada Pancerna
- 37 Gwardyjska Budapeszteńska Brygada Zmechanizowana

Dysponowała wtedy czterema batalionami czołgów i czterema batalionami zmechanizowanymi.